# Tracy Hall
Howard Tracy Hall (Ogden, Utah, 20 de outubro de 1919 – Provo, 25 de julho de 2008) foi um químico estadunidense. Foi um dos primeiros a produzir diamantes sintéticos. Após obter um mestrado em 1943 (servindo depois por dois anos na marinha durante a Segunda Guerra Mundial) e um Ph.D. em 1948 em físico-química na Universidade de Utah, orientado por Henry Eyring, trabalhou no laboratório de pesquisas da General Electric em Schenectady. Lá trabalhou no Project Superpressure, dirigido por Anthony Nerad. Tendo a equipe trabalhado sem obter sucesso, Hall seguiu seu próprio caminho.
Em 1953 foram produzidos os primeiros diamantes sintéticos mediante procedimentos a alta pressão pela ASEA na Suécia, mas que havia sido mantido em segredo. A partir de 16 de dezembro de 1954 Tracy Hall conseguiu produzir diamantes sintéticos com um aparelho de pressão construído por ele, fazendo com que os desenvolvedores da ASEA anunciassem publicamente seu desenvolvimento. Sua pesquisa não foi suportada naquela época na General Electric, tendo Hall recebido apenas 10 dólares em títulos do governo, em reconhecimento do seu desenvolvimento, embora já na época houvesse um grande mercado para diamantes industriais, no qual pouco depois a De Beers e cientistas russos tornaram-se ativos. Em 15 de fevereiro de 1955 a síntese de diamantes de Hall foi publicada em matéria de capa do The New York Times. Neste mesmo ano deixou a General Electric e foi professor (e diretor de pesquisas) da Universidade Brigham Young em Utah, seguindo suas pesquisas em produção de diamantes artificiais e química de altas pressões, desenvolvendo um novo equipamento de alta pressão (tetrahedral press), pois a General Electric proibia o patenteamento de seu trabalho. O governo dos Estados Unidos classificou este seu desenvolvimento como secreto. Em 1966 fundou com dois colegas professores (Bill Pope e Duane Horton) a firma de produção de diamantes artificiais Megadiamond, vendida depois para a Smith International.
Obteve 19 patentes e recebeu entre outros o Prêmio Químico Pioneiro.
Foi casado desde 1941, tendo sete filhos. Hall foi bispo d'A Igreja de Jesus Cristo dos Santos dos Últimos Dias em Provo.